# Anastasia Baranova
Anastasia Baranova (Moscou, 23 de Abril de 1989) é uma atriz russa, mais conhecida pela personagem Jennifer "Scout" Lauer da série de televisão Scout's Safari.

## Biografia
Baranova nasceu em Moscou, Rússia, no que era então parte da União Soviética. Quando criança, ela começou a modelar em Moscou. Em 1998, Baranova e sua mãe, Ata, mudou-se da Rússia para Minnesota, nos Estados Unidos, onde ela continuou a modelar. Em 2000, mãe e filha se mudou para Califórnia, onde Baranova começou sua carreira de atriz. Para aprender o idioma Inglês, ela usou o JumpStart série CD-ROM e teve aulas de fala e canto. Ela é fluente em Inglês e russo, e estudou na Universidade Chapman.
A partir de 2010 , ela vive em Los Angeles, Califórnia.
Namora o ator Tyler James Williams.

## Carreira
Baranova começou sua carreira em 2002 com um papel pequeno discurso sobre o Disney Channel série Lizzie McGuire. Ela, então, ganhou o papel principal para o Discovery Kids / NBC série de televisão Safari do Scout, interpretando o personagem Jennifer Lauer. As filmagens começaram em julho de 2002, e em primeiro lugar teve lugar em vários locais da África do Sul. A série durou de outubro de 2002 a fevereiro de 2004, com duração de duas temporadas e 26 episódios.
Baranova tem tido um ou dois episódios aparições em várias séries de televisão, incluindo Joan of Arcadia, Veronica Mars, Drake & Josh, 7th Heaven, e Malcolm in the Middle. Ela também apareceu no filme de 2007 Rise: Blood Hunter. Em 2010, ela fez uma aparição no HDNet série Svetlana. Ela atualmente como Addy Carver no Syfy série Z Nation.
Ela é um graduado da escola baseada em Los Angeles A Acting Corps.

## Trabalhos
- Jennifer "Scout" Lauer em Scout's Safari
- Lizzie Manning em Veronica Mars
- Yuca em Drake & Josh
- Addy Carver em Z Nation